# Helena Mattssonová
Helena Christina Mattssonová (* 30. března 1984 Stockholm) je švédská herečka. Během studií na střední škole Södra Latin působila jako modelka a muzikálová herečka, ztvárnila jednu z hlavních rolí v hororovém filmu Duch jezera. V devatenácti letech odešla do Londýna studovat herectví, režisér James Weddoes ji obsadil do amerického televizního filmu Sweden, Ohio. Poté přesídlila do Hollywoodu a účinkovala v televizní show Sex, Love & Secrets, dostala hlavní ženskou roli Mirandy ve filmu Mutant: Probuzení, hrála ve videoklipu k písni skupiny Primal Scream „Country Girl“ a v seriálech Zoufalé manželky, Kriminálka Las Vegas, Nikita a 666 Park Avenue.

## Filmografie

### Film
| Rok  | Název                       | Role                 | Poznámky        |
| ---- | --------------------------- | -------------------- | --------------- |
| 2004 | Duch jezera                 | Helena               |                 |
| 2006 | Primal Scream: Country Girl | Dívka                |                 |
| 2007 | Americanizing Shelley       | Herečka č. 2         |                 |
| 2007 | Mutant: Probuzení           | Miranda Hollander    |                 |
| 2007 | Mrs. Right?                 | Beth                 |                 |
| 2008 | Short Track                 | Lexi                 |                 |
| 2009 | Náhradníci                  | JJ                   |                 |
| 2009 | Nobody                      | Lelle                |                 |
| 2010 | Iron Man 2                  | Rebecca              |                 |
| 2010 | Moomins and the Comet Chase | Snork Maiden (hlas)  | anglický dabing |
| 2011 | You and I                   | Kira                 |                 |
| 2012 | Melvin Smarty               | Sylvia               |                 |
| 2012 | Jak vyloupit spermabanku    | Tanya                |                 |
| 2012 | Guns, Girls and Gambling    | Blondýna / Annabelle |                 |
| 2012 | Sedm psychopatů             | Blondýna             |                 |
| 2014 | Audrey                      | Tess                 |                 |
| 2016 | The Persian Connection      | Oksana               |                 |
| 2016 | Ochránce spravedlnosti      | Keri Green           |                 |
| 2017 | Smartass                    | Henna                |                 |
| 2021 | Something About Her         | Jackie               |                 |
| 2023 | Dark Asset                  | Jane                 |                 |

### Televize
| Rok     | Název                            | Role                       | Poznámky                                  |
| ------- | -------------------------------- | -------------------------- | ----------------------------------------- |
| 2004    | Sweden, Ohio                     | Lena                       | TV film                                   |
| 2005    | Sex, láska a tajemství           | Alexis                     | díl: „Danger“                             |
| 2005    | Kriminálka New York              | Lauren Redgravová          | díl: „Město hraček“                       |
| 2006    | Šéfkuchař nadivoko               | krásná blondýna            | díl: „An Affair to Remember“              |
| 2006    | American Men                     | Anya                       | TV film                                   |
| 2007    | Kriminálka Las Vegas             | Rebecca 'Becca' Mayfordová | díl: „Prázdné oči“                        |
| 2007    | Odložené případy                 | Kateryna Yechenko          | díl: „Lodní náklad“                       |
| 2007    | Rx                               | Jennifer                   | TV film                                   |
| 2007    | Kriminálka Miami                 | Juliana Ravezová           | díl: „Řetězová reakce“                    |
| 2008    | Dva a půl chlapa                 | Ingrid                     | díl: „Všeho s mírou“                      |
| 2009    | Pravidla zasnoubení              | Martina                    | díl: „Lyin' King“                         |
| 2009    | Tajemství pravdy                 | Salindra                   | díl: „Wizard“                             |
| 2010    | Untitled Burr and Hart Project   | Madigan                    | neprodaný televizní pilot                 |
| 2010    | Námořní vyšetřovací služba L. A. | Johanna                    | díl: „Na plný plyn“                       |
| 2010    | Zoufalé manželky                 | Irina Kosokov              | 3 díly                                    |
| 2010    | Obhájci                          | Tawney                     | díl: „Pilot“                              |
| 2010    | Mentalista                       | Elsa Struvenová            | díl: „Žhavá rudá“                         |
| 2011    | Detroit 1-8-7                    | Anna Gabov                 | díl: „Key to the City“                    |
| 2011    | Lovci lebek                      | Heather Storrow            | díl: „One for the Money“                  |
| 2011–12 | Nikita                           | Cassandra Ovechkin         | 3 díly                                    |
| 2012    | Workaholics                      | Eve                        | díl: „Good Mourning“                      |
| 2012–13 | 666 Park Avenue                  | Alexis Blume               | hlavní role, 13 dílů                      |
| 2013    | Betrayal                         | Brandy Korskaya            | vedlejší role, 7 dílů                     |
| 2014    | Fargo                            | Jemma Stalone              | 2 díly                                    |
| 2014    | Mistresses                       | Greta Jager                | 4 díly                                    |
| 2015    | Win, Lose or Love                | Clara Goodwin              | TV film                                   |
| 2015    | Paradise Pictures                | Isabelle Yates             | TV film                                   |
| 2015–16 | American Horror Story: Hotel     | Agnetha                    | vedlejší role, 4 díly                     |
| 2017    | Jeff & Some Aliens               | Inga (hlas)                | díl: „Jeff & Some Childlike Joy & Whimsy“ |
| 2017    | Čas na dobrodružství             | Alva (hlas)                | díl: „Islands Part 3: Mysterious Island“  |
| 2018    | My Dinner with Hervé             | Britt Ekland               | TV film (HBO)                             |
| 2018    | My Husband's Secret Wife         | Avery                      | TV film (Lifetime)                        |
| 2018    | Neighborhood Watch               | Kat Riley                  | TV film                                   |
| 2019    | The Perfect One                  | Grace                      | TV film (Lifetime)                        |
| 2019    | His Deadly Affair                | Danielle Turner            | TV film                                   |
| 2020    | Her Deadly Reflections           | Kelley Moore               | TV film (Lifetime)                        |
| 2020    | Paper Empire                     | Anderson                   |                                           |
| 2021-22 | Zelenáč                          | Ashley McGrady             | Vedlejší role, 5 dílů                     |